# Jean Baptiste Antoine Champeil
Jean-Baptiste-Antoine Champeil (1866, París-1913, Alençon), fue un escultor francés. Ganador del Premio de Roma en 1896.

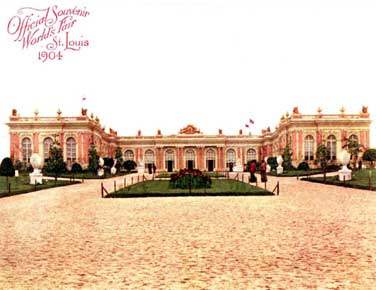
Pabellón de Francia en la Exposición Universal de Saint Louis de 1904, donde participó Champeil en la sección de Bellas Artes

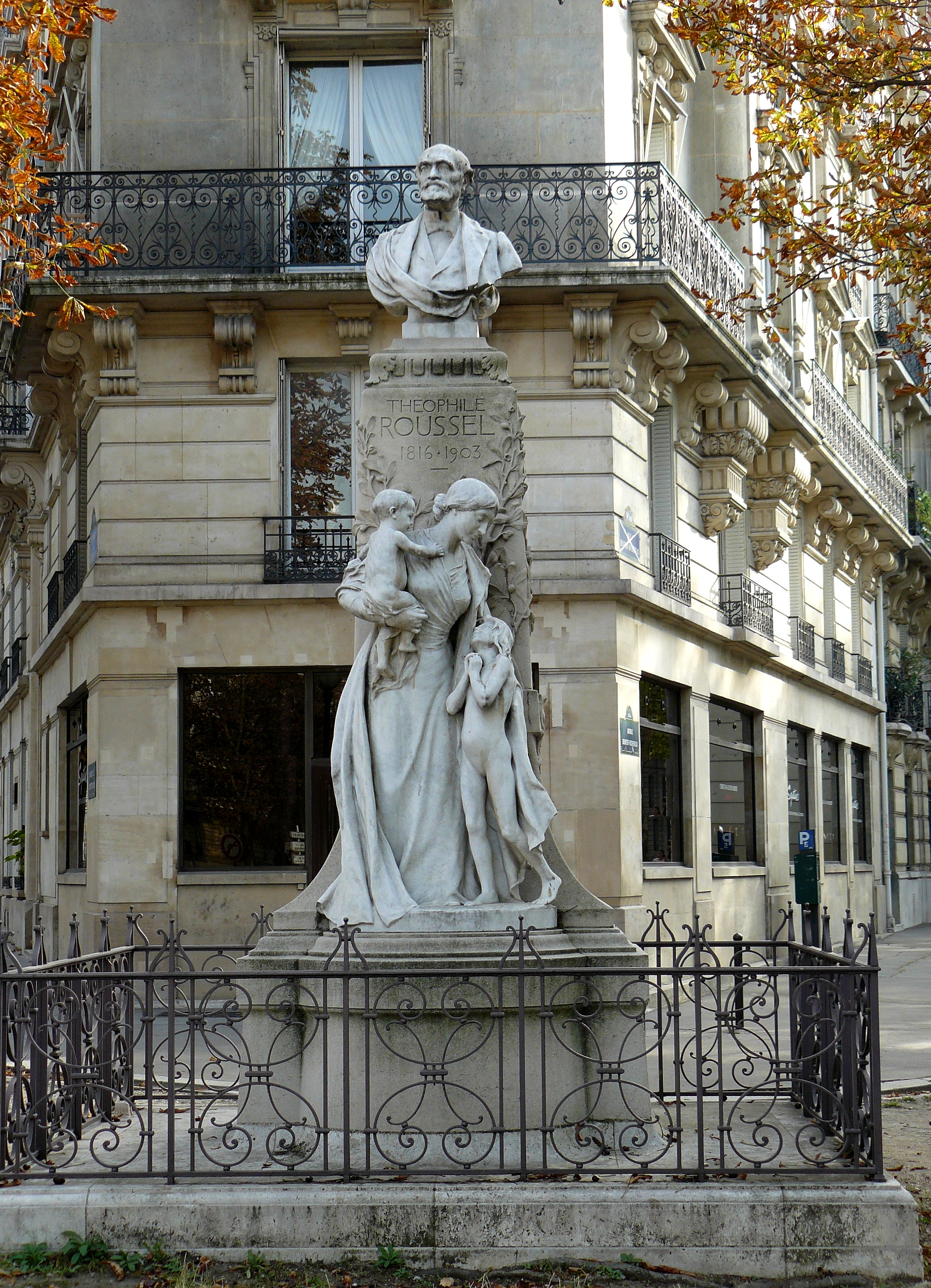
Monumento a Théophile Roussel, Avenue Denfert-Rochereau

## Datos biográficos
Nacido el 19 de febrero de 1866 en el Distrito XIX de París . Hijo de Jean Champeil y Marquerite Bouches.
Alumno de la École nationale supérieure des beaux-arts en su ciudad natal. Allí fue alumno de Charles Gauthier y Jules Thomas
En 1893 recibe una mención de honor en el Salón de los artistas franceses.
En 1894 queda segundo en el concurso del Premio de Roma.
En 1896 recibe una medalla de bronce en el Salón de París y vuelve a presentarse con la escultura titulada Mucius Scaevola devant Porsenna, pose la main dans un brasier y resulta ganador del prestigioso Premio de Roma de la Academia. Este premio le habilita para permanecer pensionado en la Villa Médici. Durante su estancia realiza para la academia de Francia en Roma un altorrelieve en yeso (1899) titulado La Muse exilee (en español: La musa exiliada). Esta obra fue expuesta en el Salón de París de 1899 y conservada en el museo de Nemours.
En 1900 ganó una medalla de plata en la Exposición Universal de París y una medalla de 2ª clase en el Salón de París.
En 1901, todavía en Roma, realizó el grupo alegórico de La Primavera, que sería enviado en 1903 a Marmande.
En 1902 obtiene una medalla de 1ª clase en el Salón de los Artistas franceses.
En 1904 está encargado de la realización del Monumento al compositor Paul-Louis-Benjamin Godard, busto en bronce sobre columna de piedra, instalado en la Square Lamartine, del XVI Distrito de París , completado con dos figuras de personajes de Godard vestidas con ropa antigua. Ese mismo año participa con la Sección francesa de Bellas Artes en la Exposición de Saint Louis, fuera de concurso.
En 1905 participa en la Esposición Universal de Lieja, fuera de concurso.
En 1906 fue nombrado caballero de la Legión de Honor y talla en piedra el monumento a Théophile Roussel , instalado en el cruce de las avenidas Denfert-Rochereau y del Observatorio del XIV Distrito de París. A partir de este modelo preparó otro busto en bronce fundido por F. Barbedienne. Este forma parte de un monumento más sencillo inaugurado en Mende, Francia en 1908.
Durante el mandato de Armand Fallieres como presidente de Francia, Champeil le regaló una estatuilla de mármol dedicada
Hacia 1912 realiza la escultura titulada Hymne Printanier, modelo en yeso conservado en el Museo de Bellas Artes de Troyes.
Falleció en Alençon el 11 de octubre de 1913 a los 47 años.
Una calle en Aurillac lleva su nombre. (44°55′47″N 2°26′48″E / 44.92972, 2.44667) Allí tuvo su estudio de escultura. Para esta ciudad realizó una obra titulada Monumento a los Niños de Cantal en memoria de los fallecidos en la Guerra franco-prusiana de 1870-71. inaugurado en 1903.
Fue nombrado Caballero de la Legión de Honor.

## Obras
Entre las mejores y más conocidas obras de Jean Baptiste Antoine Champeil se incluyen las siguientes:
- Mucius Scaevola devant Porsenna, pose la main dans un brasier, 1896[5]

- La Muse exilee, 1899[6] representa la figura de una mujer, reclinada de perfil mirando el horizonte, con una lira a sus pies.

- Le Printemps de la Vie (La primavera) , 1901, grupo alegórico en mármol blanco en el boulevard Gambetta de Marmande[7] Tarjeta postal (enlace roto disponible en Internet Archive; véase el historial, la primera versión y la última).

- Monumento a Paul-Louis-Benjamin Godard, (1904) busto en bronce sobre columna de piedra, Square Lamartine, XVI Distrito de París 48°51′53″N 2°16′30″E / 48.86472, 2.27500[8] Originalmente el monumento se completaba con una pareja de actores en bronce, ataviados con vestuario medieval rindiendo homenaje a los pies de la columna[9]

- Monumento a Théophile Roussel, (1906), avenue Denfert-Rochereau XIV Distrito de París; [10] Busto tallado en piedra sobre bloque tallado con relieve de figuras (mujer con dos niños) 48°50′17″N 2°20′10″E / 48.83806, 2.33611
- Monumento a Théophile Roussel, (1908), Busto en bronce sobre peana de granito rojo. Place Roussel, Mende, Francia[11]
- Hymne Printanier, 1912, yeso en el Museo de Bellas Artes de Nemours

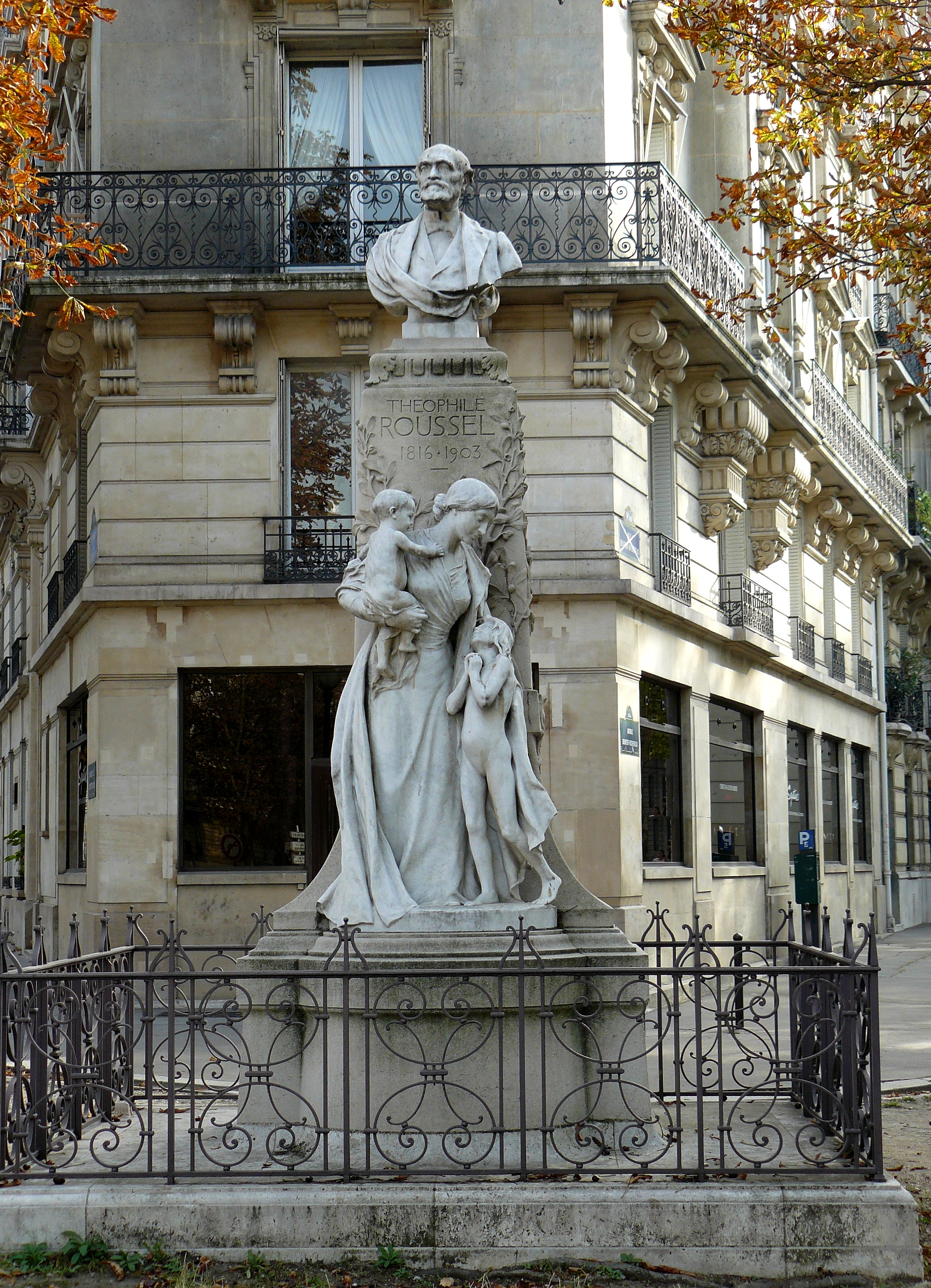
Monumento a Théophile Roussel de 1906
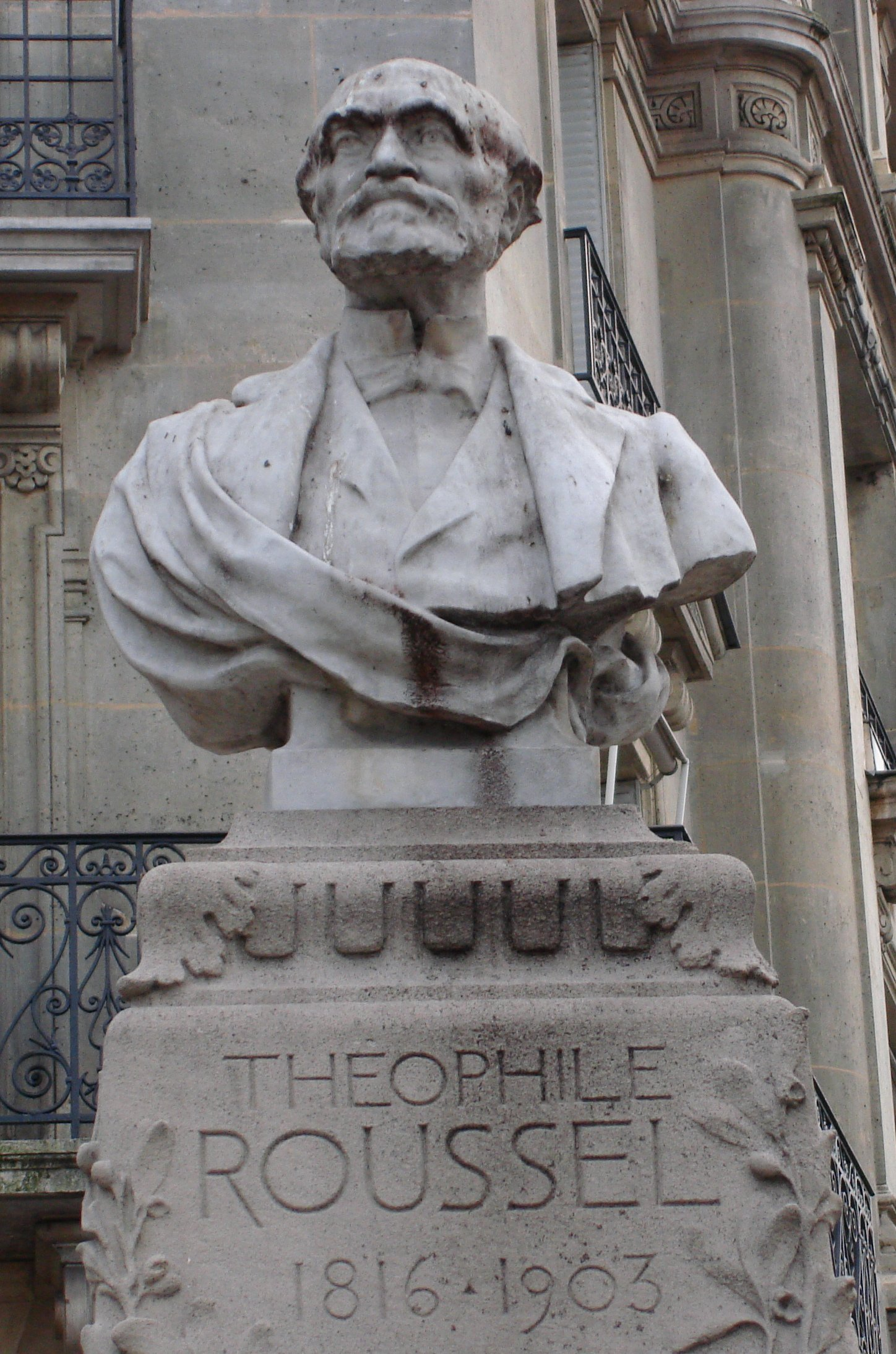
Detalle del busto de piedra
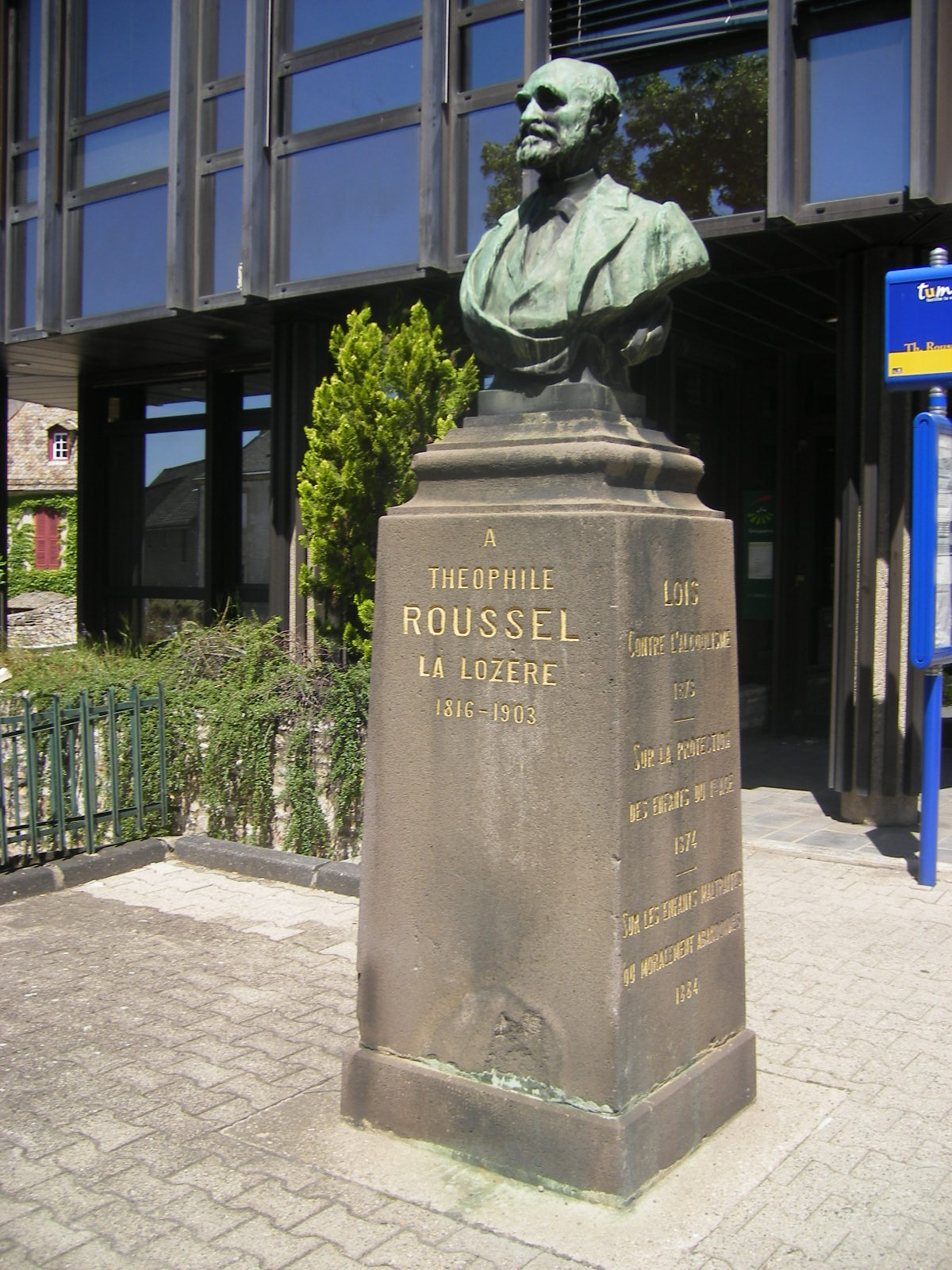
Monumento a Théophile Roussel de 1908, Place Roussel, Mende (Lozère), Francia

(pinchar sobre la imagen para agrandar) 
- Retrato en busto de Geogre Seure (1866 - 1913)  ,  , puesto a la venta en la agencia de subastas Christie's de París en 2008
- Estatuilla de mujer semidesnuda, 1905 , mármol blanco, 76 cm de altura